# Medo Pucić
Medo ili Orsat Pucić (tal. Orsato Pozza) Dubrovnik, 12. ožujka 1821. – Dubrovnik, 30. lipnja 1882.) bio je dubrovački književnik i političar.
Brat je političara Nike Pucića.

## Životopis
Rođen je 12. ožujka 1821. u Dubrovniku. Tamo je završio osnovnu školu. Potpisivao se s prezimenima Počić ili Pučić-Škatić. Studirao je u Veneciji na Učilištu svete Katarine, a zatim pravo u Padovi i Beču.
U Italiji je upoznao Jána Kollára te je prihvatio panslavističe ideje. Bio je zatim u službi vojvode od Lucce te komornik vojvode od Parme. U Dubrovniku je, s M. Banom i Kaznačićem 1849. pokrenuo je almanah „Dubrovnik: cviet narodnog književstva”, koji je bio prvi dubrovački književni list na hrvatskom jeziku. Godine 1861. postaje počasni član Hrvatskoga sabora te se zauzimao za sjedinjenje Dalmacije s Hrvatskom i Slavonijom.
Nakon što se razočarao politikom bana Josipa Jelačića te potaknut sve jačom politikom srbijanske autonomije, promijenio je svoje političke ideje. Na poziv srbijanske vlade bio je odgojitelj kneza Milana Obrenovića. Bio je članom Srbokatoličkog pokreta.

## Djela
- Slovjanska antologija iz rukopisah dubrovačkih pjesnikah (1844.)
- Talijanke (1849.)
- Spomenici srpski od godine 1395. do 1423. (1862.)
- Dei canti popolari illirici, discorso detto Adam Mickiewicz (1860.)
- Giovanni Gundulich. vita (1843.)
- Pjesme (1876. i 1879.)
- Karađurđevka (1864.)
- Kasnachich G. (Giovanni) Augusto e O.P (Orsato Pozza) sugli slavi from giornale Dalmazia 1847 n. p. 43
- Le nozze di Platone, o dialogo dell amore, tradotto nell´occasione delle nozze di sua sorella Anna (con Marino Giorgi) dal Conte Orsato Pozza (1857.)
- Compendio della storia di Ragusa dall´originale italiano di G. Resti per cura di O. Pozza (1856.)

### Članci
- Bakija, Katja. 2013. Pucićeva pjesnička nastojanja. Kroatologija. Sveučilište u Zagrebu – Fakultet hrvatskih studija. Zagreb. 4 (1–2): 114–130

### Mrežna sjedišta
- Pucić, Medo. Hrvatska enciklopedija (LZMK). Pristupljeno 4. travnja 2025.